# Miranda do Norte
Miranda do Norte is een gemeente in de Braziliaanse deelstaat Maranhão. De gemeente telt 18.494 inwoners (schatting 2009).

## Galerij

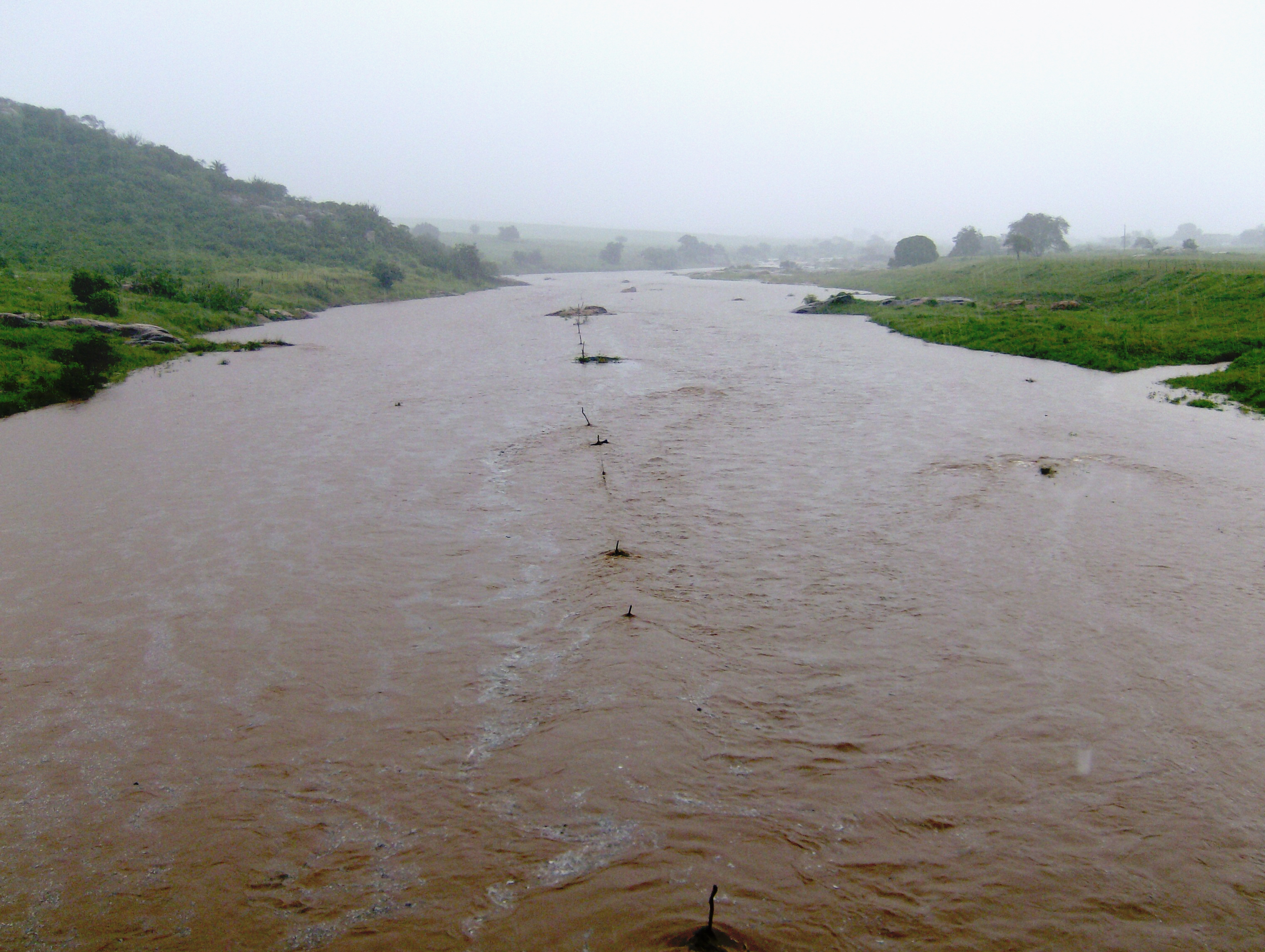
Rio Curimatau in Miranda do Norte